# 死神魔菇
《死神魔菇》（英語：Shrooms）是一部2007年的恐怖電影，由皮爾斯·埃利奧特編劇，派迪·布里納希執導，琳西·霍恩、傑克·休斯頓和麥斯·卡錫主演。影片講述了一群美國學生和他們的英国嚮導在樹林裡尋找迷幻蘑菇時被連環殺手追杀的故事。

## 剧情
美國學生塔拉和她的大學朋友們造访愛爾蘭，與當地居民和朋友傑克會面，在一個長期廢棄的少年感化院周圍的林地裡露營。他们收集迷幻蘑菇以供日後食用，但塔拉吃了死神蘑菇（盔孢伞）癲癇發作，之後她經歷了夢境般的恍惚狀態，開始對未來事件產生預感。
傍晚，塔拉在她的帳篷裡休息，其余人聚集在營火旁，傑克講述了感化院的鬼故事，说有一個暴力虐待狂的修士，曾经迫害一对双胞胎兄弟，弟弟不幸死去，哥哥为给弟弟报仇往修士的湯碗裡放死神蘑菇，最后修士大开杀戒，感化院里只有一位生還者。傳說邪惡的修士仍然潛伏在樹林中，殺死毫無戒心的露營者。塔拉無意中聽到這个故事，預感到她的朋友將被謀殺。
在與女朋友和其他人發生爭吵之後，好鬥的布魯托喝了一些蘑菇茶（本来准备早上大家一起喝的），出现幻觉四处游荡，最后被修士杀害。
第二天早上，大家对布魯托的失踪不以为意，喝下了蘑菇茶，結果在樹林裡因茶的影響而彼此走散，两名女生霍利和莉萨在遇到當地伐木工人厄尼和伯尼後被暴力殺害，与塔拉的幻象一致。
傑克和特洛伊在河邊找到塔拉，讓她在廢棄的感化院裡與他們會面，尋求幫助。后来，特洛伊被修士殺死，傑克從高窗跳下逃脫，但是摔斷了腿。塔拉找到了他，兩人逃離了这幢鬼屋。不久，傑克在休息時被杀害。
愛爾蘭和平衛隊的一架直升機在營地上空盤旋，塔拉作為唯一的倖存者被送上救護車。她的手機響起，使她意識到原来是她自己吃了死神蘑菇后殺死了她所有的朋友。她向護理人員尋求幫助。一片安静之后，只见她手上拿著一把血淋淋的剪刀，表示她殺死了護理人員。影片以塔拉在樹林中奔跑而結束。

## 演员
- 琳西·霍恩（英语：Lindsey Haun） 饰 塔拉
- 麥斯·卡錫（英语：Max Kasch） 饰 特洛伊
- 傑克·休斯頓 饰 杰克
- 羅伯特·霍夫曼 饰 布鲁托
- 瑪雅·海森（法语：Maya Hazen） 饰 莉萨
- 艾麗絲·葛瑞琴（英语：Alice Greczyn） 饰 霍利
- 唐·維徹利（英语：Don Wycherley） 饰 厄尼
- 尚恩·麥金利（英语：Sean McGinley） 饰 伯尼